# Urbano Girardi
Urbano Girardi (San José de Piedra Blanca, 1885-1945) fue un productor agropecuario y político argentino, que ejerció como gobernador de la provincia de Catamarca entre 1928 y 1930.

## Biografía
Dedicado desde su juventud a las actividades agropecuarias, Girardi formó parte de las sociedades rurales de Fray Mamerto Esquiú y Valle Viejo, para después pasar a ser gerente del Banco de la Provincia de Catamarca. Más tarde fue legislador provincial por la Unión Cívica Radical. Anunció tras unas controvertidas elecciones donde  la alianza entre los conservadores y los radicales opuestos a Yrigoyen rechazó participar en los comicios argumentando falta de transparencia y acusaciones de fraude, mientras que los candidatos otros partidos menores como el Socialista fueron vetados de participar en los comicios, por lo que el radical yrigoyenista Urbano Girardi fue el único candidato. La participación fue muy baja, de solo el 53.96% del electorado registrado.
Asumió el mando el 8 de julio de 1928. Modificó el sistema de impuestos locales, sancionando leyes de marcas y señales para el ganado, impuestos al consumo e impuestos a los sellos para los documentos oficiales; que permitieron un presupuesto más elevado que sus antecesores. Contrató la pavimentación de las calles de la capital provincial, se parquizó la plaza principal, se ensancharon las avenidas y se mejoró el servicio eléctrico y la iluminación de la vía pública. varios proyectos excedieron el presupuesto inicial y causaron sospechas sobre allegados al gobernador Girardi, parte de las acusaciones de peculado contra su yerno y varios de sus asesores con obras en la capital provincial serían motivos alegados para su destitución tras el golpe de septiembre de 1930 y fuente de conflicto la legislatura.
Su gestión se vio complicada por disidencias con el vicegobernador y la oposición en la Legislatura. la actividad legislativa fue muy escasa debido a ello.
En septiembre de 1930, conjuntamente con el golpe de Estado que derrocó al presidente Hipólito Yrigoyen, el jefe del regimiento estacionado en la capital catamarqueña, teniente coronel Arturo Chamorro, depuso al gobernador Girardi.
Durante los años siguientes, Girardi fue la figura más destacada del radicalismo catamarqueño: miembro de la Convención Nacional del partido, fue elector de presidente de la Nación en 1938, presidió la Convención provincial de la UCR desde 1941 en adelante, y fue dos veces candidato a gobernador por su partido, en 1939 y 1941.
Falleció en su pueblo natal en el año 1945. Varias escuelas y calles de su provincia recuerdan su nombre.